# Sam Oosterhoff
 (mai 2025).
Si vous disposez d'ouvrages ou d'articles de référence ou si vous connaissez des sites web de qualité traitant du thème abordé ici, merci de compléter l'article en donnant les références utiles à sa vérifiabilité et en les liant à la section « Notes et références ».
Pour les articles homonymes, voir Oosterhoff.
Sam Oosterhoff, né le 22 août 1997 à Vineland, est un homme politique provincial canadien de l'Ontario.
Oosterhoff est le plus jeune député élu à l'Assemblée législative de l'Ontario à l'âge de 19 ans. Le précédent étant Reid Scott (en) du Co-operative Commonwealth Federation à 21 ans en 1948.

## Biographie
Né à Vineland (en) en Ontario, Osterhoff a travaillé comme assistant législatif sur la colline parlementaire à Ottawa. Au moment de l'élection partielle, il progressait en première année d'étude en science politique à l'Université Brock. Après l'élection, il panifie poursuivre ses études en cours du soir et durant l'été.
Socialement conservateur, Oosterhoff considère que l'avortement et le mariage entre conjoints de même sexe devrait être illégal. Ayant suivi une éducation à domicile, il est également membre de l'Église réformée canadienne et américaine (en).

## Politique provinciale
Après la démission de Tim Hudak en 2016, il est choisi candidat du parti progressiste-conservateur par l'organisation locale de la circonscription Niagara-Ouest—Glanbrook ainsi que les membres de son église. Cette nomination déjoua les plans du chef du parti Patrick Brown qui préférait la nomination de Rick Dykstra, ancien député et président du parti progressiste-conservateur.
Durant la campagne pour l'élection partielle, l'évangéliste Charles McVety accusa Brown de tenter de museler Oosterhoff sur la question du nouveau programme d'éducation sexuelle.
Il est réélu dans la nouvelle circonscription de Niagara-Ouest lors des élections générales de 2018.

## Source de la traduction
- (en) Cet article est partiellement ou en totalité issu de l’article de Wikipédia en anglais intitulé « Sam Oosterhoff » (voir la liste des auteurs).